# Bibliotecas LGBT

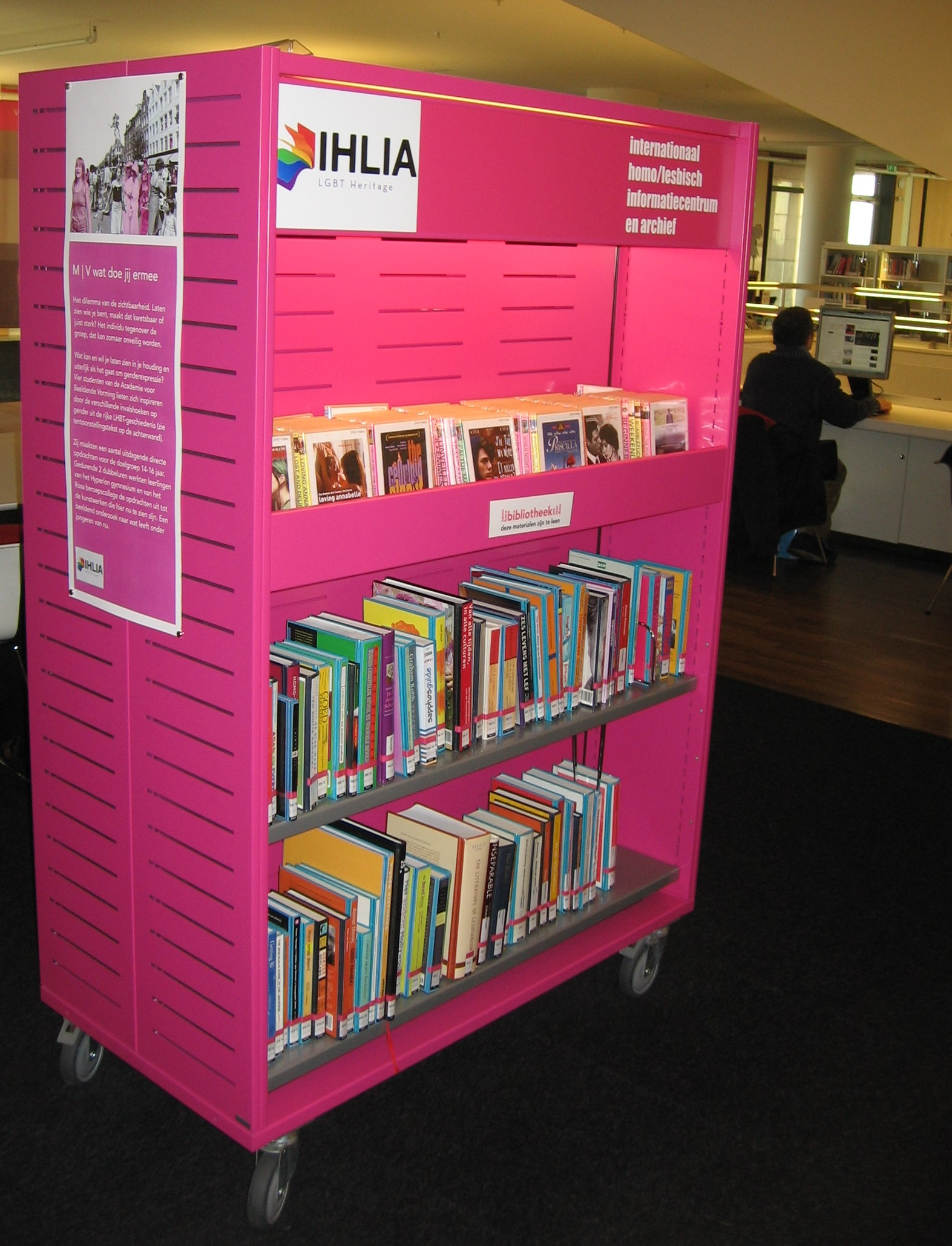
Estantería portátil de IHLIA (Ámsterdam) instaladas en otras bibliotecas públicas de Holanda.

Las bibliotecas LGBT son bibliotecas especializadas con colecciones y servicios sobre los derechos de personas lesbianas, gais, bisexuales, transexuales, intersexuales y todo lo relativo con la diversidad sexual, donde se pueden encontrar libros, publicaciones periódicas, documentales, películas, archivos con programas de radio, carteles, informes temáticos y recursos digitales.
La historia del libro sobre la diversidad afectiva sexual va unida a la de las bibliotecas, centros de documentación, museos y archivos especializados actuales con una bibliografía para conocer mejor esta realidad, con artículos académicos sobre necesidades informacionales de usuarias, compromiso de las bibliotecas públicas con la diversidad, y sobre la función social de las bibliotecas especializadas en temas LGTBI, como espacios de lectura donde se puede compartir conocimientos, préstamo de libros y DVD, consulta de archivos, así como actividades culturales sobre Derechos Humanos y los Principios de Yogyakarta.

## Historia de los libros sobre diversidad afectiva sexual
Para entender el origen de estas unidades documentales hay que conocer la historia LGBT.
La etimología a través de los tiempos, nos ayuda a entender las diferentes interpretaciones de las identidades y los afectos. La censura se ha sostenido por la carga peyorativa añadida a las definiciones desde los fanatismos, hasta la despenalización gradual. Pero no es una constante evolución, sino que involuciona cada época y lugar en que se impone una opinión como verdad absoluta, sin contrastar, sea en nombre de una religión, o una ideología política o de la pseudociencia, o de una forma excluyente de entender el nacionalismo. Son excusas para justificar el autoritarismo desde la educación y la legislación.
Por ejemplo, según la geografía y la cronología de los textos, podemos encontrar desde una perspectiva occidental los siguientes términos:
- En la antigüedad: tribadisme, eromenys y erastés, kinaidos o cinaedus,
- En la edad mediana y moderna: pecatus nefandus, prácticas nefandes, sodomia, (perfecta e imperfecta),[2]
- En el siglo XIX: homosexualidad, heterosexualitat, lesbianismo o safisme, uranisme, inversión sexual, homofilia,
- En el siglo XX y XXI: lesbiana, gay, bisexualidad, LGTB o LGBT, intersexualidad, identidad y expresión de género, afinidad afectiva sexual, transgénero, transexual, intersexual, binarismo de género, género fluido, cisgénero, cross-dresser, asexualidad, demisexualitat, pansexualitat, poliamor, amor libre, teoría queer, heteronormatividad, violencia intragénero, salida del armario, familias homoparentales, machismo homosexualizado, homonacionalismo, lesbofobia, homofobia interiorizada, transfobia, bifobia, plumofobia, serofobia, en constante evolución, gracias a los movimientos sociales LGBT, la educación sexual y al transfeminismo.[3][4][5][6][7][8]

Una de las primeras expresiones escritas es la lírica de Safo de Mitilene (Lesbos) dedicada a la diosa Afrodita (censurado por el Vaticano y Constantinopla en 1073) y recuperada, en parte, gracias a la arqueología moderna. La "Ilíada" donde se cuenta la relación amorosa entre Aquiles y Patroclo. "El banquete" de Platón donde Alcibíades trata el origen mitológico de la sexualidad. Otros ejemplos de la literatura grecolatina que conservamos son Plutarco, "Eneida" de Virgilio, "Sátiras" de Horacio, "Las Metamorfosis" de Ovidi, el "Satiricón" de Petroni, o el poeta Marcial.
John Boswell estudió la edad media rompiendo falsos mitos con pruebas documentales primarias. En el mundo islámico destacan autores de poesía homoerótica cómo: Abu-Nuwàs (Persia 755-814), Ibn Hazm (Córdoba 994-1064), Omar Khayyam (Persia 1048-1131), Muhammad Ibn Dawud (868-909), Al-Safadi (1296-1363), Muhammad al-Nawadji., Mehmed Ghazali (poeta otomano), M. Ibn Umar al-Nafzawi (jeque tunecino del siglo XV).
Pero la Edad Moderna se caracterizó por un claro retroceso con el Index Librorum Prohibitorum que llegó a prohibir aquellos libros que a pesar de ser escritos por cristianos, denunciaban la doble moral del clero, cómo: "Decamerón" de Giovanni Boccacio, "Divina Comedia" de Dante Alighieri, o "Los cuentos de Canterbury" de Geoffrey Chaucer. Cómo dijo el poeta Heinrich Heine "donde se queman libros se acaban quemando personas" tanto por parte de la Santa Inquisición, como por parte de las monarquías autoritarias dogmáticas.
Hasta la actual literatura LGBT que revivió con dificultades desde finales de la ilustración, como el Marqués de Sade y con el liberalismo del siglo XIX como Konstandinos Petru Kavafis, Sidonie-Gabrielle Colette, Oscar Wilde, Radclyffe Hall, Walt Whitman, Virginia Woolf, Edward Carpenter, que se inspiran en la antigüedad. El interés por la ciencia aumentó con autorías cómo: Heinrich Hössli, Karl Maria Kertbeny, Richard von Krafft-Ebing, Karl-Günther Heimsoth y Havelock Ellis, abrieron el camino a los derechos sociales LGBT.
En 1919 se creó en Berlín el Instituto para la ciencia sexual, con una biblioteca que llegó a tener más de 10.000 volúmenes, hasta que fue atacada por las Juventudes Hitlerianas en 1933, en aplicación del artículo 175.
En el caso de la literatura homosexual en el estado Español, en el siglo XX pasa todavía por la censura con el general Primo de Rivera y tras el paréntesis de despenalización de la Segunda República, vuelve con la reforma nacionalcatólica de 1954 de la "ley de vagos y maleantes", que tuvo su origen en el concordado del 1953, entre Franco y Eugenio Pacelli. Y la posterior "ley de peligrosidad y rehabilitación social", desde 1970 hasta 1979.
En los EE. UU. el Comité de Actividades Antiamericanes también aplicó censura homofòbica desde los libros hasta los guiones de cine y teatro, por los senadores Clyde Roark Hoey, McCarthy y Will Hays. Esta persecución cambió gracias a las investigaciones de Evelyn Hooker, Alfred Kinsey, y a los movimientos sociales más sensibilizados con el pacifismo, el feminismo y el pensamiento crítico, hasta su despatologitzación en 1973 por la Asociación de Psiquiatría Americana, y en 1990 por la Organización Mundial de la Salud.
En 1990 Judith Butler publica El género en disputa fundando la teoría queer. El aumento de producción editorial tanto científica como literaria y cinematográfica o periodismo en favor de los Derechos Humanos a contribuido a los cambios legislativos en algunos países, llegando a hacer conferencias internacionales de bibliotecas LGBT. Pero allí donde esta evolución científica y humanista no se ha podido consolidar, se han aprobado leyes injustas contra los derechos LGBT en África, o en Rusia con Putin, o en Brasil con Bolsonaro, donde se retoma la censura de libros.

## Función social de las bibliotecas y archivos especializados
1. Cubrir las deficiencias de las bibliotecas públicas.
2. Difundir la investigación rigurosa y contrastada, que aplica la metodología científica.
3. Hacer frente a la corriente pseudocientífica fundamentalista religiosa que hace propaganda homófoba.[20]
4. Ayudar a la autoaceptación en la diversidad afectiva sexual.

## Bibliotecas y archivos especializados

### Europa
- Ámsterdam: IHLIA[21][22]
- Barcelona: Centro de Documentación Armand de Fluvià[23]
- Barcelona: Biblioteca Josep M. Ainaud de Lasarte[24]
- Barcelona: Biblioteca Joan Coromines[25]
- Barcelona: Biblioteca Nou Barris[26]
- Berlín: Schwules Museum[27]
- Bilbao: Aldarte[28]
- La Coruña: Biblioteca de Galicia[29]
- Las Palmas de Gran Canaria: Gamá[30]
- Madrid: Biblioteca Cogam[31]
- Madrid: La Neomudéjar[32]
- San Sebastián: Gehitu[33]
- Santander: Alega[34]
- Terrassa: Biblioteca central de Tarrasa[35]
- Valencia: Biblioteca Lambda[36]

### América

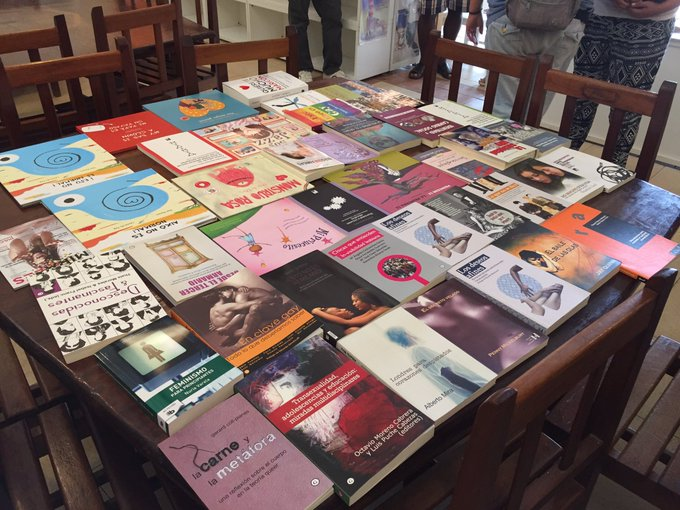
Rincón LGTB en la Biblioteca del Centro Cultural de España en Malabo

- Buenos Aires: Biblioteca Oscar Hermes Villordo[37]
- Illinois: Centro de Recursos LGBT Universitario[38]
- Nueva York: Center for Lesbian and Gay Studies[39]
- Ontario: Biblioteca del Orgullo[40]
- Santiago de Chile: Bibliogay de Acción Gay[41]
- Brasil: Centro de Documentação Professor Dr. Luiz Mott (CEDOC) do Grupo Dignidade e Instituto Brasileiro de Diversidade Sexual (IBDSEX)[42]

### África
- Malabo: Rincón LGTB Centro Cultural de España en Malabo[43]

## Bibliotecas y archivos digitales LGBTI
- Archivo T[44]
- Biblioteca digital LGTB en Gallego[45]
- IGLU. Iniciativas gay las universitaria[46]
- Digital Transgender Archive[47]
- UCLA LibraryDigital Collections/The Mazer Lesbian Archives at UCLA[48]

## Noticias sobre el fomento del conocimiento y sobre la censura actual
- ACAL. Archivos sexuados: la documentación de la sexualidad y el género en Tábula 20.[49]
- Hazte queer. Libros y cómics.[50]
- La realidad escondida. Libros.[51]
- Comunidad Baratz. Libros prohibidos y censurados en las bibliotecas de Estados Unidos.[52]
- Cristianos Gays. El jesuita James Martin pide a la iglesia en su libro “Construyendo un puente” la inclusión de la comunidad LGBT.[53]
- El Levante EMV. Las bibliotecas tendrán una sección de temática LGTB,[54]
- Scotland tono embed LGBTI teaching across curriculum[55]

## Artículos sobre bibliotecas especializadas en temas LGBTI
- PÉREZ PULIDO, Margarita; GÓMEZ-PANTOJA FERNÁNDEZ-SALGUERO, Aurora. Conocer, comprender, transformar: activismo bibliotecario y homosexualidad. 1997.[56]
- TRIGUERO, Vicky, et. al. Cuando la diversidad sexual entra en la biblioteca: algunos criterios para la selección de documentación LGTB. 2006.[57]
- BURGUILLOS MARTÍNEZ, Ferrán; FRÍAS MONTOYA, José Antonio. Bibliotecas y diversidad sexual: presentación del dossier. 2006.[58]
- FRÍAS MONTOYA, José Antonio; CEDEIRA SERANTES, Lucía. Autobiografías lectoras de gays y lesbianas: una aproximación cualitativa a la influencia de la lectura, las bibliotecas y otras instituciones culturales en los procesos de aceptación de la orientación sexual. Congreso: 1º Fórum Ibero-Americano de Literacias; 16.ª Conferência Europeia de Leitura. Lugar: Braga (Portugal). Fecha: 19-22 de julio de 2009.[59]
- FRÍAS MONTOYA, José Antonio; OLIVEIRA, Rosa. El Compromiso de las Bibliotecas Públicas cono la diversidad sexual: análisis de las iniciativas y experiencias desarrolladas en España y Portugal. In: Actas do Congresso Nacional de Bibliotecários, Arquivistas e Documentalistas. 2015.[60]
- DÍAZ-JATUF, Julio. Aportas de la Cátedra Libre Bibliotecología Social sobre necesidades y servicios de información para la comunidad GLTTIBQ (gay, lésbico, travesti, transexual, intersexual, bisexual, queer). 2015.[61]
- DÍAZ JATUF, Julio. Necesidades de Información en la comunidad GLTTIBQ (gay, lésbica, transexual, travesti, intersexual, bisexual, queer). Madrid: Universidad Complutense, 2016.[62]
- GENERELO, Jesús. La Diversidad sexual y de Género en el sistema Educativo:¿qué sabemos sobre ella?. Índice: Revista de Estadística y Sociedad, 2016, 66: 29-32.[63]
- GÓMEZ-HERNÁNDEZ, José-Antonio; PÉREZ IGLESIAS, Javier. Cultura LGTBI en las bibliotecas públicas españolas. Diálogo a propósito de las nuevas leyes de igualdad. Anuario Thinkepi, 2017.[64]
- GARCIA ESTEVE, Maria Jesus. Cultura LGTBI. Bibliografía básica. Generalitat de Catalunya, Servicio de Bibliotecas, 2017.[65]